# Štefan Luby (1910)
Akademik Štefan Luby (5. ledna 1910 Liptovský Hrádok – 10. října 1976 Bratislava) byl slovenský právní vědec, člen ČSAV a SAV, zabývající se občanským právem, autor několika desítek odborných článků a monografií. Je považován za zakladatele právní komparatistiky na Slovensku.

## Život
Absolvoval gymnázium v Liptovském Mikuláši a poté postupně v Bratislavě, Praze a Paříži studoval práva. Roku 1934 promoval na Právnické fakultě Univerzity Komenského v Bratislavě, kde také zahájil svou akademickou dráhu. Po studijních pobytech v Lipsku, Curychu a Paříži se roku 1937 v Bratislavě habilitoval, o dva roky později zde byl jmenován mimořádným a od další dva roky později řádným profesorem občanského práva. Vědeckou hodnost doktora věd získal roku 1958. Na bratislavské právnické fakultě, kterou jako děkan v letech 1942–1944 a 1949–1950 také vedl, zůstal až do roku 1959, kdy přešel do Ústavu státu a práva Slovenské akademie věd, přednášel i na bratislavské Vysoké škole ekonomické. Vědecky se kromě obecných otázek občanského práva věnoval právním dějinám, právní komparatistice, autorskému právu, bytovému právu a později také problematice transplantací nebo právu životního prostředí.
V roce 1968 dosáhl hodnost akademika ČSAV a SAV.

## Dílo
- Liptovský a turčiansky register z roku 1391, 1932
- Le probleme des changements monétaires en matiere d'obligation, 1937
- Obyčajové právo a súdna prax, 1939
- Peňažné pohľadávky, 1939
- Slovenské všeobecné právo súkromné I, 1941
- Rodina a jej právne základy, 1942
- Dejiny súkromného práva na Slovensku, 1946
- Prevencia a zodpovednosť v občianskom práve, 1958
- Autorské právo, 1962
- Vlastníctvo bytov, 1971
- Zodpovednosť štátu za škodu spôsobenú rozhodnutím alebo úradným postupom, 1971
- Vynálezcovské právo (rukopis)